# Shushan, Wuwei
Shushan (kinesiska: 蜀山) är en köping i östra Kina. Den ligger i staden Wuwei på häradsnivå, som ligger i staden Wuhu på prefekturnivå i provinsen Anhui, omkring 82 kilometer sydost om provinshuvudstaden Hefei.